# Czech Hockey Games 2011
Czech Hockey Games 2011 byl turnaj v rámci série Euro Hockey Tour 2010/2011, který byl sehrán od 21. do 24. dubna 2011 v Brně. Utkání Švédsko-Rusko se hrálo ve švédském Malmö.

## Zápasy
| 21. dubna 2011 18:10 SEČ | Finsko | 1 – 2 (1:0, 0:1, 0:1) | Česko | Hala Rondo, Brno Návštěvnost: 7 200 |  |

| Report                 |                        |          |                                      |                           |
| Petri Vehanen          | Petri Vehanen          | Brankáři | Ondřej Pavelec                       | Rozhodčí: Lärking Persson |
| Juhamatti Aaltonen 11' | Juhamatti Aaltonen 11' |          | 39' Tomáš Rolinek 49' Roman Červenka | Rozhodčí: Lärking Persson |
| 8 min                  | 8 min                  | Tresty   | 2 min                                | Rozhodčí: Lärking Persson |
| 27                     | 27                     | Střely   | 21                                   | Rozhodčí: Lärking Persson |

| 21. dubna 2011 19:30 SEČ | Švédsko | 2 – 4 (0:2, 2:0, 0:2) | Rusko | Malmö Arena, Malmö Návštěvnost: 10 245 |  |

| Report                                   |                                          |          |                                                                            |                            |
| Viktor Fasth                             | Viktor Fasth                             | Brankáři | Jevgenij Nabokov                                                           | Rozhodčí: Partanen Salonen |
| Martin Thörnberg 30' Magnus Pääjärvi 31' | Martin Thörnberg 30' Magnus Pääjärvi 31' |          | 14' Alexej Morozov 17' Danis Zaripov 47' Vitalij Aťušov 60' Alexej Morozov | Rozhodčí: Partanen Salonen |
| 18 min                                   | 18 min                                   | Tresty   | 14 min                                                                     | Rozhodčí: Partanen Salonen |
| 34                                       | 34                                       | Střely   | 34                                                                         | Rozhodčí: Partanen Salonen |

| 23. dubna 2011 14:00 SEČ | Česko | 6 – 3 (1:0, 3:2, 2:1) | Rusko | Hala Rondo, Brno Návštěvnost: 7 200 |  |

| Report | |          |                                                               |                           |
| Ondřej Pavelec                                                                                               | Ondřej Pavelec                                                                                               | Brankáři | Vasilij Košečkin                                              | Rozhodčí: Lärking Persson |
| Radek Martínek 20' Radek Martínek 25' Roman Červenka 25' Jakub Voráček 35' Jiří Novotný 51' Jaromír Jágr 54' | Radek Martínek 20' Radek Martínek 25' Roman Červenka 25' Jakub Voráček 35' Jiří Novotný 51' Jaromír Jágr 54' |          | 23' Vladimir Tarasenko 30' Alexej Morozov 53' Děnis Grebeškov | Rozhodčí: Lärking Persson |
| 14 min | 14 min | Tresty   | 16 min                                                        | Rozhodčí: Lärking Persson |
| 32 | 32 | Střely   | 27                                                            | Rozhodčí: Lärking Persson |

| 23. dubna 2011 19:00 SEČ | Švédsko | 0 – 2 (0:0, 0:1, 0:1) | Finsko | Hala Rondo, Brno Návštěvnost: 5 166 |  |

| Report       |              |          |                                          |                               |
| Viktor Fasth | Viktor Fasth | Brankáři | Teemu Lassila                            | Rozhodčí: A. Jeřábek M. Minář |
|              |              |          | 32' Petteri Nokelainen 59' Janne Niskala | Rozhodčí: A. Jeřábek M. Minář |
| 14 min       | 14 min       | Tresty   | 16 min                                   | Rozhodčí: A. Jeřábek M. Minář |
| 31           | 31           | Střely   | 20                                       | Rozhodčí: A. Jeřábek M. Minář |

| 24. dubna 2011 14:00 SEČ | Rusko | 4 – 2 (1:1, 2:1, 1:0) | Finsko | Hala Rondo, Brno Návštěvnost: 4 805 |  |

| Report                                                                       |                                                                              |          |                                    |                       |
| Jevgenij Nabokov                                                             | Jevgenij Nabokov                                                             | Brankáři | Petri Vehanen                      | Rozhodčí: Minář Fraňo |
| Vitalij Aťušov 13' Danis Zaripov 25' Danis Zaripov 34' Alexej Těreščenko 60' | Vitalij Aťušov 13' Danis Zaripov 25' Danis Zaripov 34' Alexej Těreščenko 60' |          | 5' Mikko Mäenpää 32' Anssi Salmela | Rozhodčí: Minář Fraňo |
| 45 min                                                                       | 45 min                                                                       | Tresty   | 41 min                             | Rozhodčí: Minář Fraňo |
| 22                                                                           | 22                                                                           | Střely   | 27                                 | Rozhodčí: Minář Fraňo |

| 24. dubna 2011 18:00 SEČ | Česko | 2 – 4 (2:1, 0:2, 0:1) | Švédsko | Hala Rondo, Brno Návštěvnost: 7 200 |  |

| Report                             |                                    |          |                                                                              |                             |
| Jakub Štěpánek                     | Jakub Štěpánek                     | Brankáři | Erik Ersberg                                                                 | Rozhodčí: Karabanov Ravodin |
| Lukáš Krajíček 9' Jaromír Jágr 12' | Lukáš Krajíček 9' Jaromír Jágr 12' |          | 7' Daniel Fernholm 21' Martin Thörnberg 34' Loui Eriksson 52' Robert Nilsson | Rozhodčí: Karabanov Ravodin |
| 12 min                             | 12 min                             | Tresty   | 12 min                                                                       | Rozhodčí: Karabanov Ravodin |
| 27                                 | 27                                 | Střely   | 31                                                                           | Rozhodčí: Karabanov Ravodin |

## Tabulka
| Poř. | Tým     | Z | V | VP | PP | P | VG | OG | B |
| ---- | ------- | - | - | -- | -- | - | -- | -- | - |
| 1.   | Česko   | 3 | 2 | 0  | 0  | 1 | 10 | 8  | 6 |
| 2.   | Rusko   | 3 | 2 | 0  | 0  | 1 | 11 | 10 | 6 |
| 3.   | Finsko  | 3 | 1 | 0  | 0  | 2 | 5  | 6  | 3 |
| 4.   | Švédsko | 3 | 1 | 0  | 0  | 2 | 6  | 8  | 3 |

Z = Odehrané zápasy; V = Výhry; VP = Výhry v prodloužení/nájezdech; PP = Prohry v prodloužení/nájezdech; VG = vstřelené góly; OG = obdržené góly; B = Body

## Lídři kanadského bodování
| Poř.  | Hráč              | Země    | Z | G | A | B | +/− | TM | POZ     |
| ----- | ----------------- | ------- | - | - | - | - | --- | -- | ------- |
| 1.    | Jaromír Jágr      | Česko   | 3 | 2 | 4 | 6 | -1  |    | útočník |
| 2.-3. | Alexej Morozov    | Rusko   | 3 | 3 | 2 | 5 | +4  |    | útočník |
| 2.-3. | Danis Zaripov     | Rusko   | 3 | 3 | 2 | 5 | +3  |    | útočník |
| 4.    | Roman Červenka    | Česko   | 3 | 2 | 3 | 5 | -1  |    | útočník |
| 5.-7. | Jakub Voráček     | Česko   | 3 | 1 | 2 | 3 | +2  |    | útočník |
| 5.-7. | Alexej Těreščenko | Rusko   | 3 | 1 | 2 | 3 | +2  |    | útočník |
| 5.-7. | Magnus Pääjärvi   | Švédsko | 3 | 1 | 2 | 3 | +2  |    | útočník |
| 8.    | Patrik Berglund   | Švédsko | 3 | 0 | 3 | 3 | +1  |    | útočník |

Z = Zápasy; G = Góly; A = Asistence; B = Body; +/− = Plus/Minus; TM = Trestné minuty; POZ = Pozice

## Brankáři
| Poř. | Hráč             | Země    | Z | MIN | OG | POG  | ChS | ChS%  | V | ČK |
| ---- | ---------------- | ------- | - | --- | -- | ---- | --- | ----- | - | -- |
| 1    | Teemu Lassila    | Finsko  | 1 | 60  | 0  | 0,00 | 31  | 100,0 | 1 | 1  |
| 2    | Jevgenij Nabokov | Rusko   | 2 | 120 | 4  | 2,00 | 57  | 93,4  | 2 | 0  |
| 3    | Ondřej Pavelec   | Česko   | 2 | 120 | 4  | 2,00 | 50  | 92,6  | 2 | 0  |
| 4    | Erik Ersberg     | Švédsko | 1 | 60  | 2  | 2,00 | 25  | 92,6  | 1 | 0  |
| 5    | Viktor Fasth     | Švédsko | 2 | 118 | 5  | 2,54 | 48  | 90,6  | 0 | 0  |
| 6    | Petri Vehanen    | Finsko  | 2 | 118 | 5  | 2,54 | 37  | 88,1  | 0 | 0  |
| 7    | Jakub Štěpánek   | Česko   | 1 | 58  | 4  | 4,14 | 27  | 87,1  | 0 | 0  |
| 8    | Vasilij Košečkin | Rusko   | 1 | 60  | 6  | 6,00 | 26  | 81,3  | 0 | 0  |

Z = Počet odchytaných zápasů; MIN = Počet odchytaných minut (minuty:sekundy); OG = Obdržené góly; POG = Průměr obdržených gólů; ChS = Počet chycených střel; ChS% = % chycených střel; V = Vychytaná vítězství; ČK = Vychytaná čistá konta

## Ocenění

### Nejlepší hráči
Vybráni direktoriátem turnaje.
| Pozice  | Jméno            | Tým    |
| ------- | ---------------- | ------ |
| Brankář | Jevgenij Nabokov | Rusko  |
| Obránce | Anssi Salmela    | Finsko |
| Útočník | Jaromír Jágr     | Česko  |

## Soupisky
| Umístění | Mužstvo | Hráči |
| -------- | ------- | --- |
| 1. místo | Česko   | Brankáři: Jakub Štěpánek, Ondřej Pavelec, Jakub Kovář Obránci: Lukáš Krajíček, Radek Martínek, Jakub Nakládal, Tomáš Mojžíš, Petr Čáslava, Martin Škoula, Miroslav Blaťák, Karel Rachůnek, Ondřej Němec Útočníci: Martin Havlát, Milan Michálek, Jaromír Jágr, Jakub Klepiš, Roman Červenka, Petr Vampola, Tomáš Rolinek, Jan Marek, Petr Průcha, Jiří Novotný, Martin Růžička, Marek Kvapil, Petr Hubáček, Petr Koukal, Michal Vondrka, Petr Vrána, Jakub Voráček Trenér: Alois Hadamczik Asistent: Josef Paleček Generální manažer: Slavomír Lener |
| 2. místo | Rusko   | Brankáři: Jevgenij Nabokov, Vasilij Košečkin, Konstantin Barulin Obránci: Vitalij Aťušov, Jevgenij Birjukov, Ilja Nikulin, Konstantin Kornějev, Alexej Jemelin, Jakov Rylov, Nikolaj Bělov, Děnis Grebeškov Útočníci: Alexandr Burmistrov, Vladimir Žarkov, Jevgenij Dadonov, Alexej Morozov, Danis Zaripov, Alexej Těreščenko, Jevgenij Arťuchin, Maxim Afinogenov, Děnis Paršin, Konstantin Gorovikov, Vladimir Tarasenko, Artěmij Panarij, Alexej Kajgorodov, Vadim Šipačov Trenér: Vjačeslav Bykov Asistent: Generální manažer:                  |
| 3. místo | Finsko  | Brankáři: Niko Hovinen, Teemu Lassila, Petri Vehanen Obránci: Sami Lepistö, Anssi Salmela, Jyrki Välivaara, Ossi Väänänen, Juuso Hietanen, Pasi Puistola, Lasse Kukkonen, Janne Niskala, Topi Jaakola, Mikko Mäenpää Útočníci: Mikko Koivu, Tuomo Ruutu, Jesse Joensuu, Jarkko Immonen, Niko Kapanen, Janne Pesonen, Janne Lahti, Petteri Nokelainen, Antti Pihlström, Juuso Puustinen, Juhamatti Aaltonen, Leo Komarov, Jori Lehterä, Mika Pyörälä Trenér: Jukka Jalonen Asistent: Generální manažer:                                               |
| 4. místo | Švédsko | Brankáři: Viktor Fasth, Anders Nilsson, Erik Ersberg Obránci: Tim Erixon, David Rundblad, Daniel Fernholm, David Petrasek, Mattias Ekholm, Staffan Kronwall, Nicklas Grossman, Carl Gunnarsson Útočníci: Dick Axelsson, Mattias Sjögren, Rickard Wallin, Loui Eriksson, Tom Wandell, Jimmie Ericsson, Jakob Silfverberg, Martin Thörnberg, Jonas Andersson, Mikael Backlund, Patrik Berglund, Niklas Persson, Magnus Pääjärvi-Svensson, Mattias Tedenby, Robert Nilsson Trenér: Pär Marts Asistent: Generální manažer:                               |